# Heidelberger Druckmaschinen
Heidelberger Druckmaschinen AG (Popularmente conhecida apenas como Heidelberg) é uma multinacional alemã fabricante de equipamentos de precisão para a indústria de mídia impressa.
Sediada na cidade homônima de Heidelberg (Baden-Württemberg), é líder mundial em fabricação de máquinas impressoras offset de alimentação à folha (conhecidas como planas ou sheetfed), mas também comercializa equipamentos de pós-impressão, pré-impressão, softwares de integração e possui linha própria de consumíveis.

## Produtos
Dentre os mais conhecidos equipamentos do portifólio de produtos da empresa, encontram-se:

### Para pré-impressão
- Linha de softwares de integração, optimização de processos, gerenciamento e fluxo de serviços Prinect;
- Suprasetters (Gravadoras de chapas com tecnologia CTP térmico);

### Para impressão
Pequenos formatos (30 x 50 cm):
- Printmaster QM 46;
- Printmaster GTO 52;
- Speedmaster SM 52 & SX 52 (Anicolor).

Formato meia folha (50 x 70 cm):
- Speedmaster SM 74 & SX 74;
- Speedmaster XL 75 (Anicolor).

Grandes formatos (70 x 100 cm):
- Speedmaster SM 102;
- Speedmaster CD 102;
- Speedmaster CX 102;
- Speedmaster XL 105;
- Speedmaster XL 106.

Formatos VLF (Very Large Format):
- Speedmaster XL 145;
- Speedmaster XL 162.

Projetos especiais:
A empresa também fabrica equipamentos com configurações especiais para atender nichos específicos de mercado, para tanto, disponibiliza algumas tecnologias e acessórios especiais:
- Impressoras preparadas com tecnologia de cura UV;
- Impressoras preparadas com unidade de entintagem segmentada para impressão íris (conhecida como Rainbow Printing);
- Impressoras preparadas com sistema de resfriamento de chapas para impressão sem solução umectante (tecnologia Waterless);
- Sistema integrado de estampagem a frio (Cold Stamping) conhecido como FoilStar;
- Sistema integrado de conversão de bobinas de papel em folhas cortadas (conhecido como CutStar);
- Technologia de entintagem rápida e controle térmico da carga total de tinta (sistema Anicolor, disponível apenas para os modelos SX 52 e XL 75);
- Possibilidade de configuração de máquinas com envernizagem antes e depois da impressão (sistema DUO ou Dual Coating).

### Para pós-impressão
- Linha Stahlfolder de dobradeiras;
- Coladeiras de cartuchos Easygluer;
- Impressoras de Corte-e-Vinco "Varymatrix";
- Máquina para confecção de livros de lombada quadrada Eurobind;
- Soluções de corte Polar (Guilhotinas para papel e cartão e os softwares para optimização de processos de corte).

## Curiosidades
- Localizada na cidade de Wiesloch, a fábrica de máquinas impressoras offset da empresa é a maior do mundo deste gênero, foi fundada em 1957 e tem 860.000 metros quadrados de área construída;
- Possui uma das mais modernas fundições da Europa, localizada em Amstetten, Alemanha;
- Em 2006, inaugurou uma fábrica em Shanghai, na China, onde ainda são fabricados modelos básicos dos equipamentos para atender a demanda da região tornando-se assim mais competitiva e empregando mão de obra local;
- Possui um centro de treinamento, a Print Media Academy, com sede na Alemanha e filiais em diversos países;
- A empresa foi fundado em meados de 1850 com o nome de Schnellpressenfabrik A. G. Heidelberg, por um fundidor de sinos chamado Andreas Hamm que iniciou a carreira fabricando impressoras tipográficas.
- No filme Seven Pounds (br/pt: Sete Vidas), o personagem de Will Smith conserta uma impressora tipográfica "Original Heidelberg Windmill Platten".
- No final do filme The Book of Eli (br/pt: O Livro de Eli), uma impressora "Original Heidelberg Windmill Platten" imprime folhas de uma bíblia.
- Na indústria gráfica, as conhecidas máquinas Speedmaster são sinônimo de alta produtividade, resistência e durabilidade (uma impressora Heidelberg com dez anos de uso, se bem conservada, pode reproduzir impressos de alta qualidade tal qual um equipamento novo).